# Myssjön, Medelpad
Myssjön är en sjö i Sundsvalls kommun i Medelpad och ingår i Ljungans huvudavrinningsområde. Sjön har en area på 0,113 kvadratkilometer och ligger 176,9 meter över havet. Sjön avvattnas av vattendraget Rännöån.

## Delavrinningsområde
Myssjön ingår i det delavrinningsområde (691189-155161) som SMHI kallar för Utloppet av Myssjön. Medelhöjden är 196 meter över havet och ytan är 0,61 kvadratkilometer. Räknas de 5 avrinningsområdena uppströms in blir den ackumulerade arean 19,74 kvadratkilometer. Rännöån som avvattnar avrinningsområdet har biflödesordning 2, vilket innebär att vattnet flödar genom totalt 2 vattendrag innan det når havet efter 41 kilometer. Avrinningsområdet består mestadels av skog (71 procent). Avrinningsområdet har 0,11 kvadratkilometer vattenytor vilket ger det en sjöprocent på 18,7 procent.